# Dorfkirche Bresch

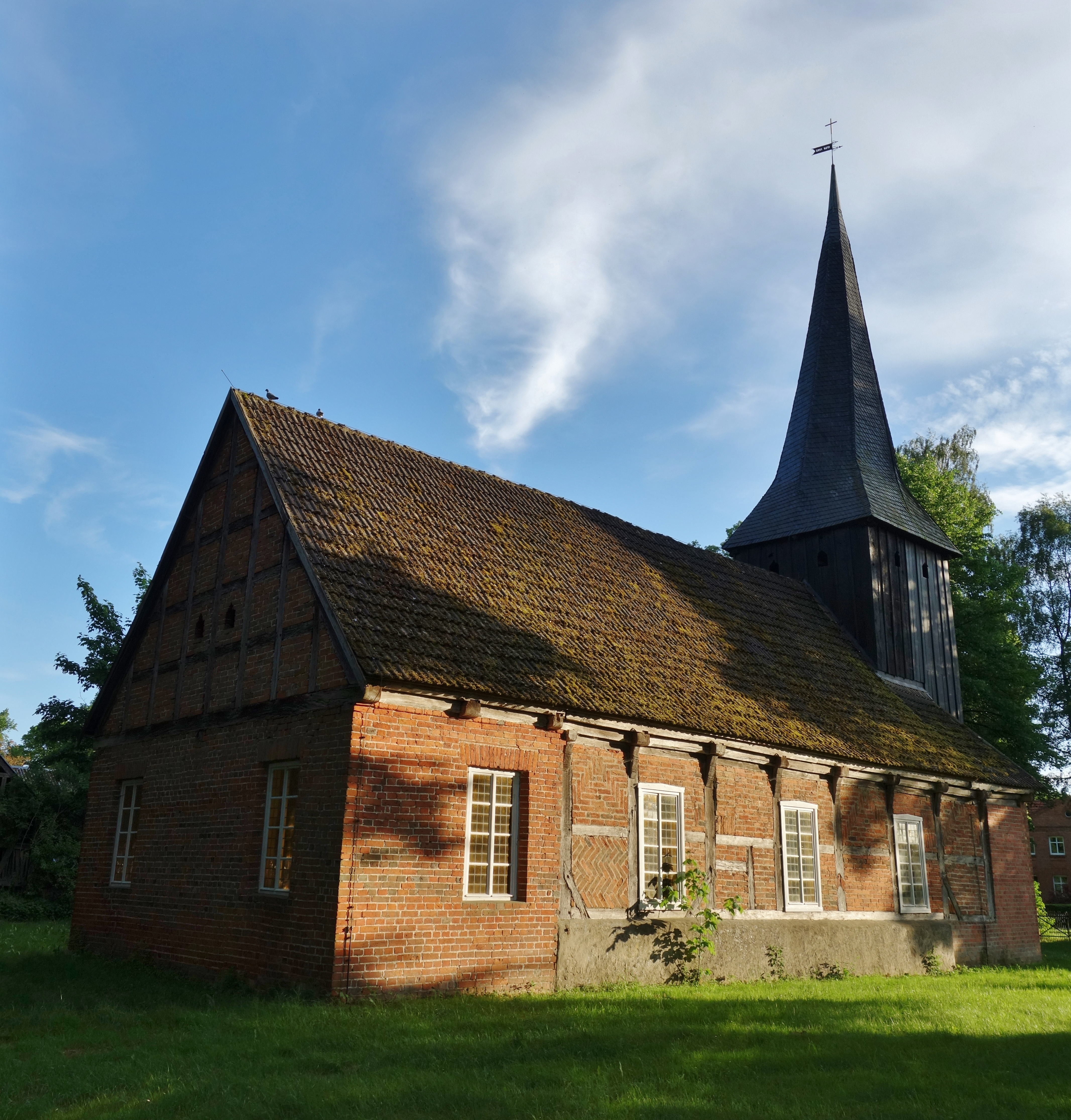
Nordostansicht

 Die evangelische Dorfkirche Bresch ist ein Kirchengebäude im Ortsteil Bresch der Gemeinde Pirow  im Landkreis Prignitz des deutschen Bundeslandes Brandenburg.

## Architektur
Die Saalkirche steht auf dem zentralen, von einer Feldsteintrockenmauer umgebenen Platz in der Mitte des Dorfrundlings. Der Gebäudekern ist eine Fachwerkkirche, wie sie nach dem Dreißigjährigen Krieg errichtet wurden. Auf der Nordseite ist der ursprüngliche Teil aus dem Jahre 1582 noch erkennbar. Im 18. Jh. wurde auf der Ostseite ein neuer Chor angebaut. Auf der Westseite wurde ein eingezogener, verbretterter Turm mit Knickhelm zugefügt. Zu Beginn des 20. Jh. fand eine Renovierung statt, bei der insbesondere die Südseite mit Ziegeln neu aufgemauert wurde. Der Zugang zur Kirche erfolgt über das Südportal, das durch einen Korbbogen abgeschlossen wird.

## Innengestaltung
Im schmucklosen Innenraum befindet sich auf der Empore eine Lütkemüller-Orgel.